# Le Contrat de mariage

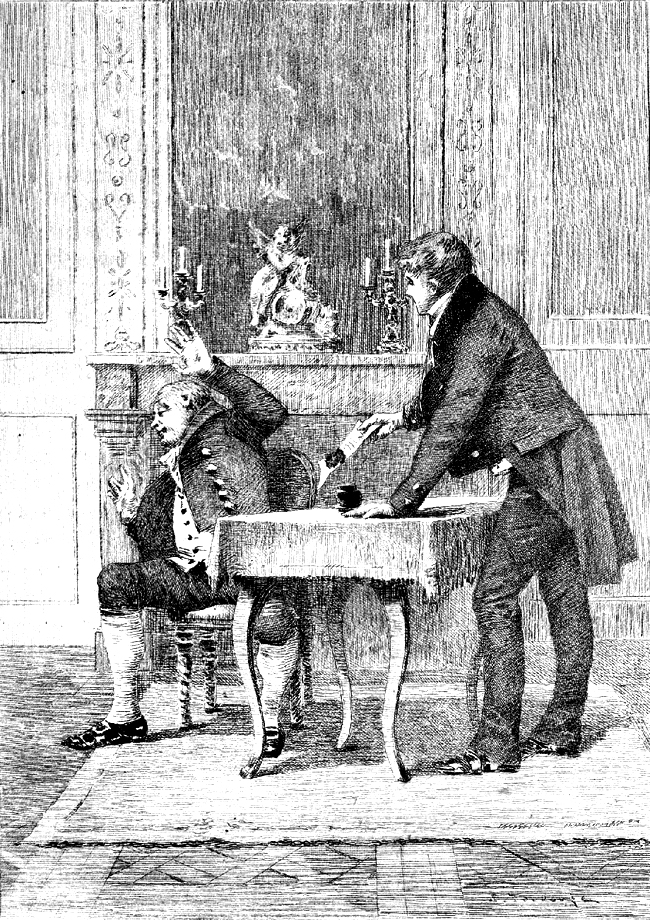

Le Contrat de mariage (em português: O Contrato de Casamento) é um romance de 1835 escrito pelo autor francês Honoré de Balzac incluído nos Scènes de la vie privée ("Cenas da Vida Privada") de sua Comédie humaine. Transcorrendo em Bordeaux, descreve o casamento de um nobre parisiense, Paul (Paulo na edição brasileira organizada por Paulo Rónai) de Manerville, com a bonita mas mimada herdeira espanhola Natalie (Natália) Evangelista. Distinguem-se três etapas no romance: na primeira o amigo Henri (Henrique) de Marsay tenta demover Paulo da ideia de se casar. ("O casamento, meu caro Paulo, é a mais tola das imolações sociais." "Já sondaste alguma vez o abismo que separa a vida de solteiro da vida de casado?" "A esposa está sempre disposta a recusar o que deve, ao passo que a amante concede mesmo o que não deve.")
A segunda e mais extensa descreve (com profusão de detalhes técnicos) as negociações entre o tabelião de Paulo (que é velho) e o da sogra (que é jovem) visando a disposição dos bens no contrato de casamento. Segundo Paulo Rónai, "O que há de mais precioso nesta narração [...] é exatamente o duelo entre os dois tabeliães, o velho e o moço, com suas sucessivas reviravoltas, e no qual a vitória passa repetidas vezes de um lado para o outro."
Na parte final em forma epistolar (ou seja, de troca de cartas), Paulo, após dissipar sua fortuna por amor a Natália, parte em longa viagem ao Oriente a fim de recuperar seu dinheiro e fica sabendo (através de carta do amigo Henrique de Marsay) que a esposa não lhe era fiel. O romance se encerra com estas palavras: "Muitos teriam enlouquecido. Paulo foi para a cama e dormiu com esse profundo sono que sucede aos imensos desastres e que assaltou Napoleão após a batalha de Waterloo."